# Cœuvres-et-Valsery
Cœuvres-et-Valsery ist eine französische Gemeinde mit 466 Einwohnern (Stand 1. Januar 2022) im Département Aisne in der Region Hauts-de-France; sie gehört zum Arrondissement Soissons und zum Kanton Vic-sur-Aisne.

## Geografie
Die Gemeinde Cœuvres-et-Valsery liegt 14 Kilometer südwestlich von Soissons in einem Seitental der Aisne, das von ihrem Zufluss Retz durchflossen wird. Nachbargemeinden von Cœuvres-et-Valsery sind Laversine und Cutry im Norden, Saint-Pierre-Aigle im Osten, Montgobert im Süden sowie Soucy und Mortefontaine im Westen.

## Bevölkerungsentwicklung
| Jahr      | 1962 | 1968 | 1975 | 1982 | 1990 | 1999 | 2007 | 2016 |
| Einwohner | 351  | 402  | 399  | 480  | 449  | 432  | 468  | 439  |

## Sehenswürdigkeiten
Drei Gebäude sind als Monument historique klassifiziert:
- Schloss der Gabrielle d’Estrées (16. Jahrhundert)[1]
- Ruinen der ehemaligen Abtei Notre-Dame de Valsery (Prämonstratenser)[2]
- Kirche Saints-Médard-et-Saint-Gildard (12. Jahrhundert)[3]

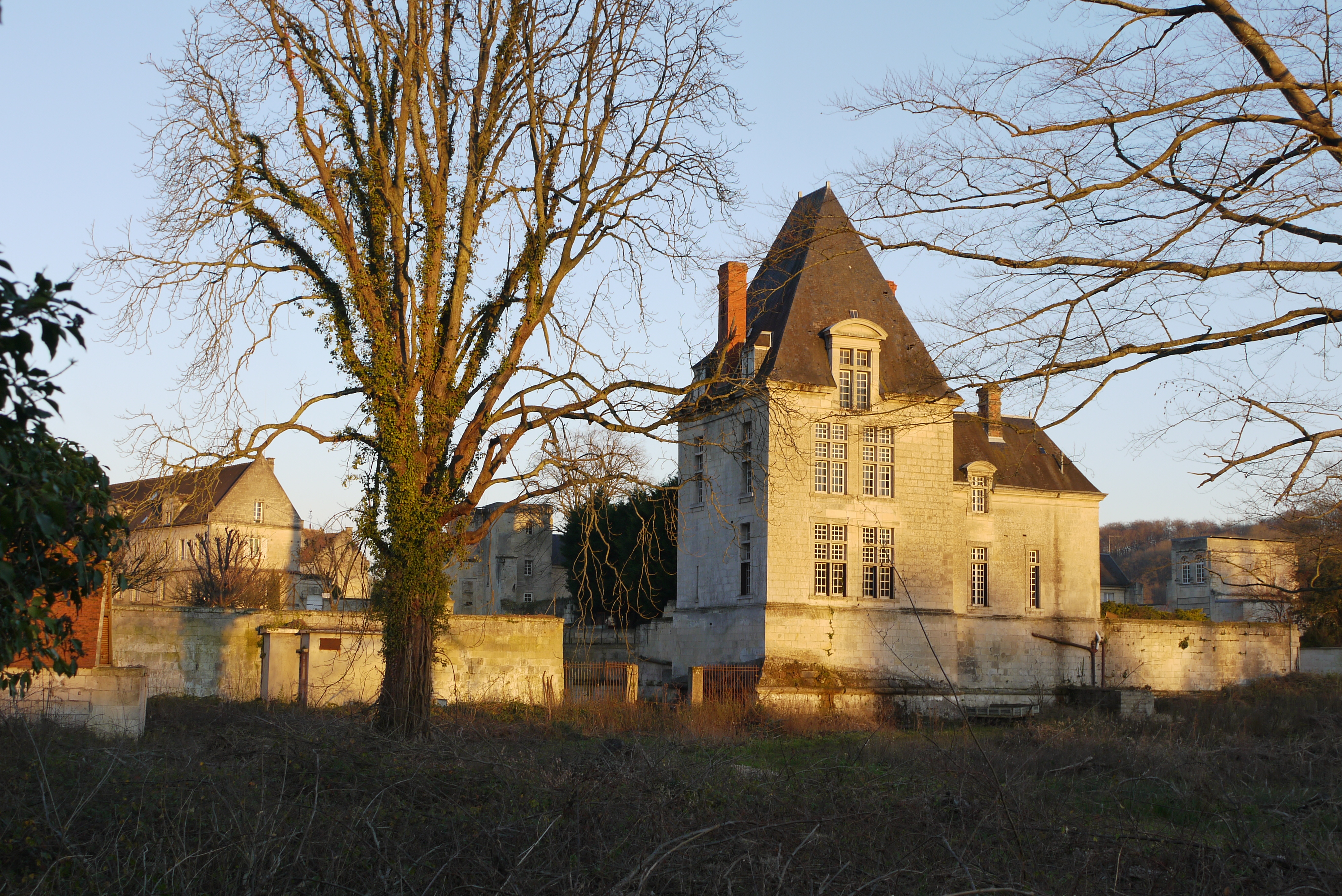
Schloss
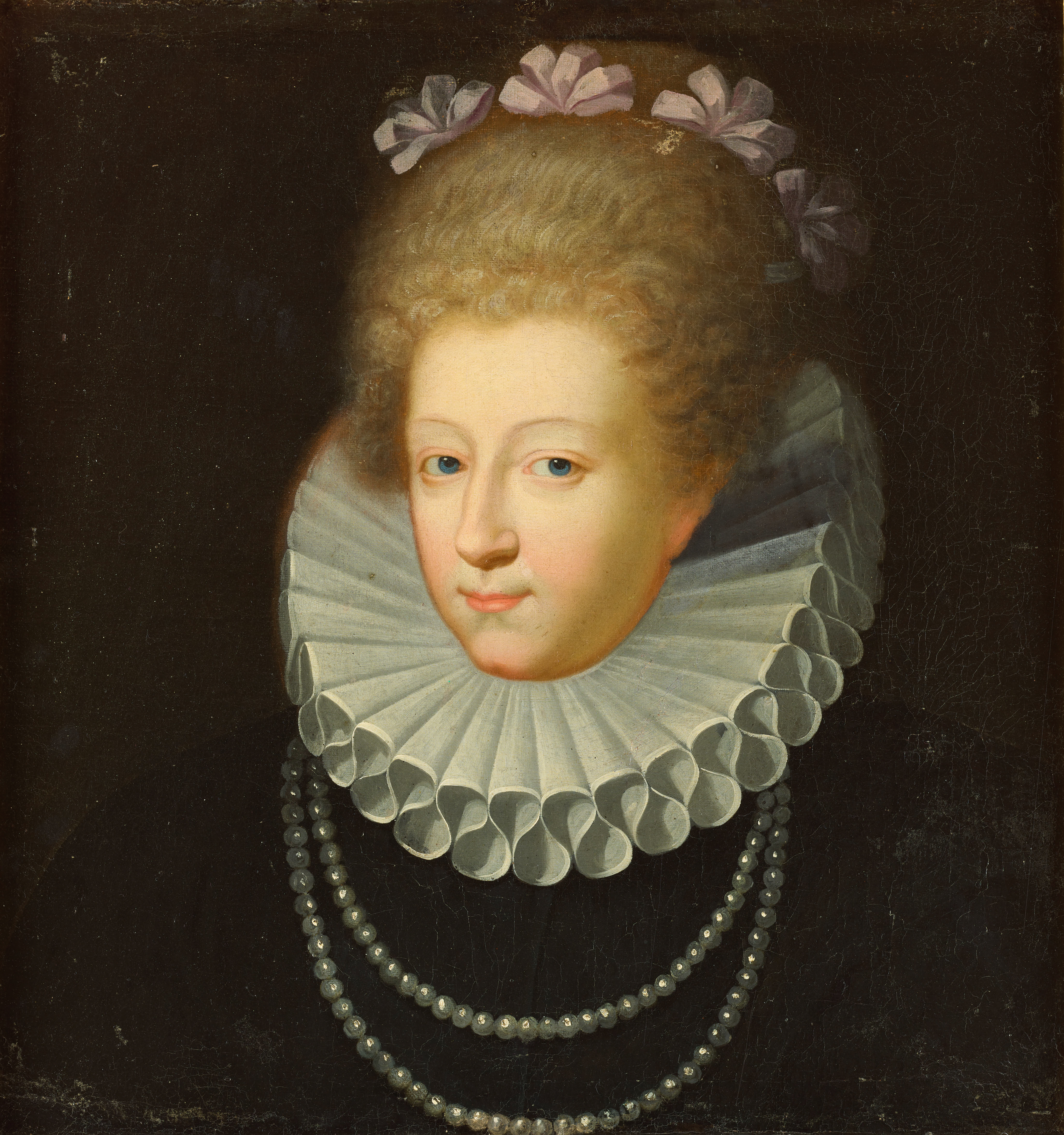
Gabrielle d’Estrées
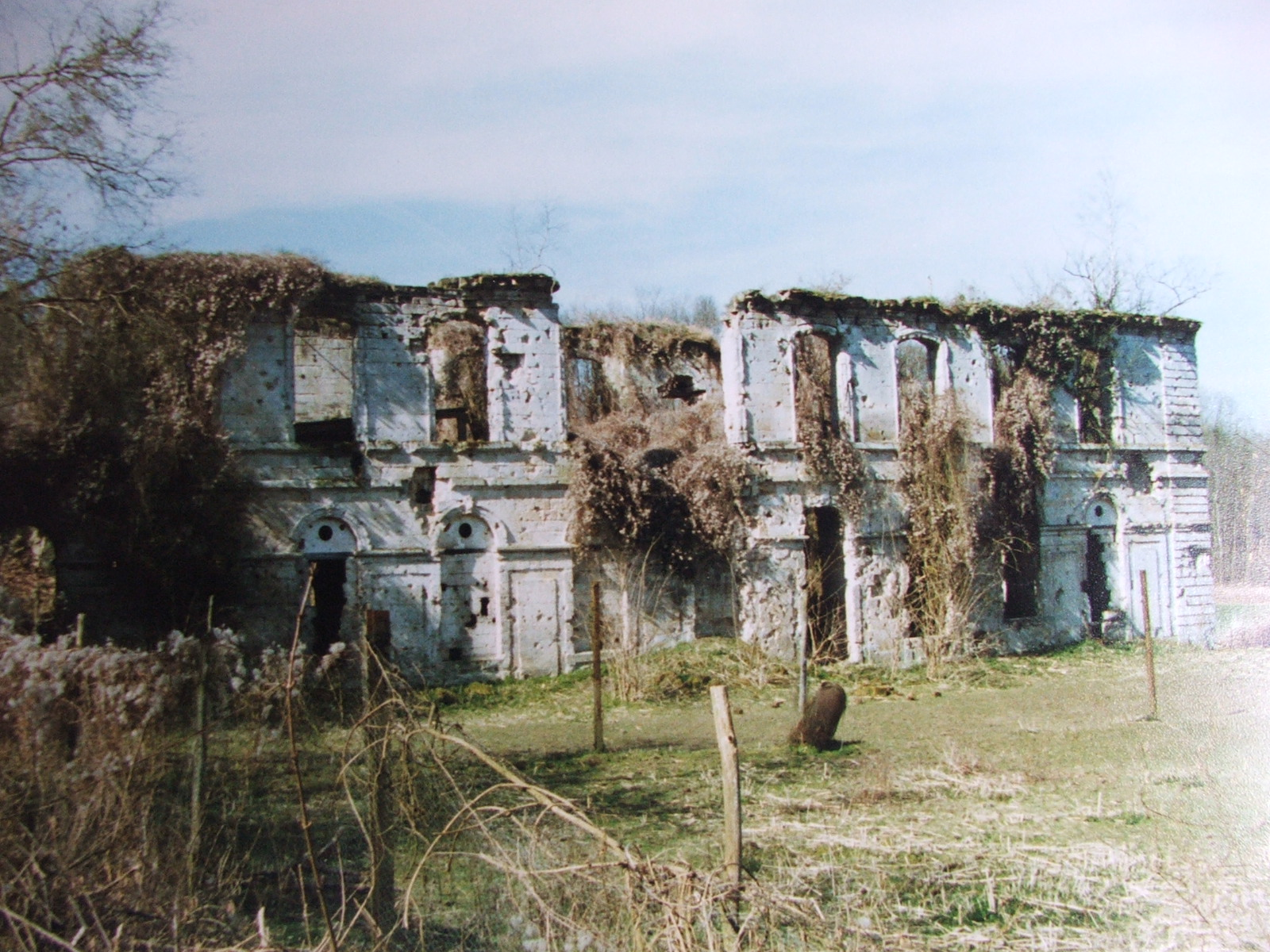
Ruinen der ehemaligen Prämonstratenser-Abtei Notre-Dame de Valsery
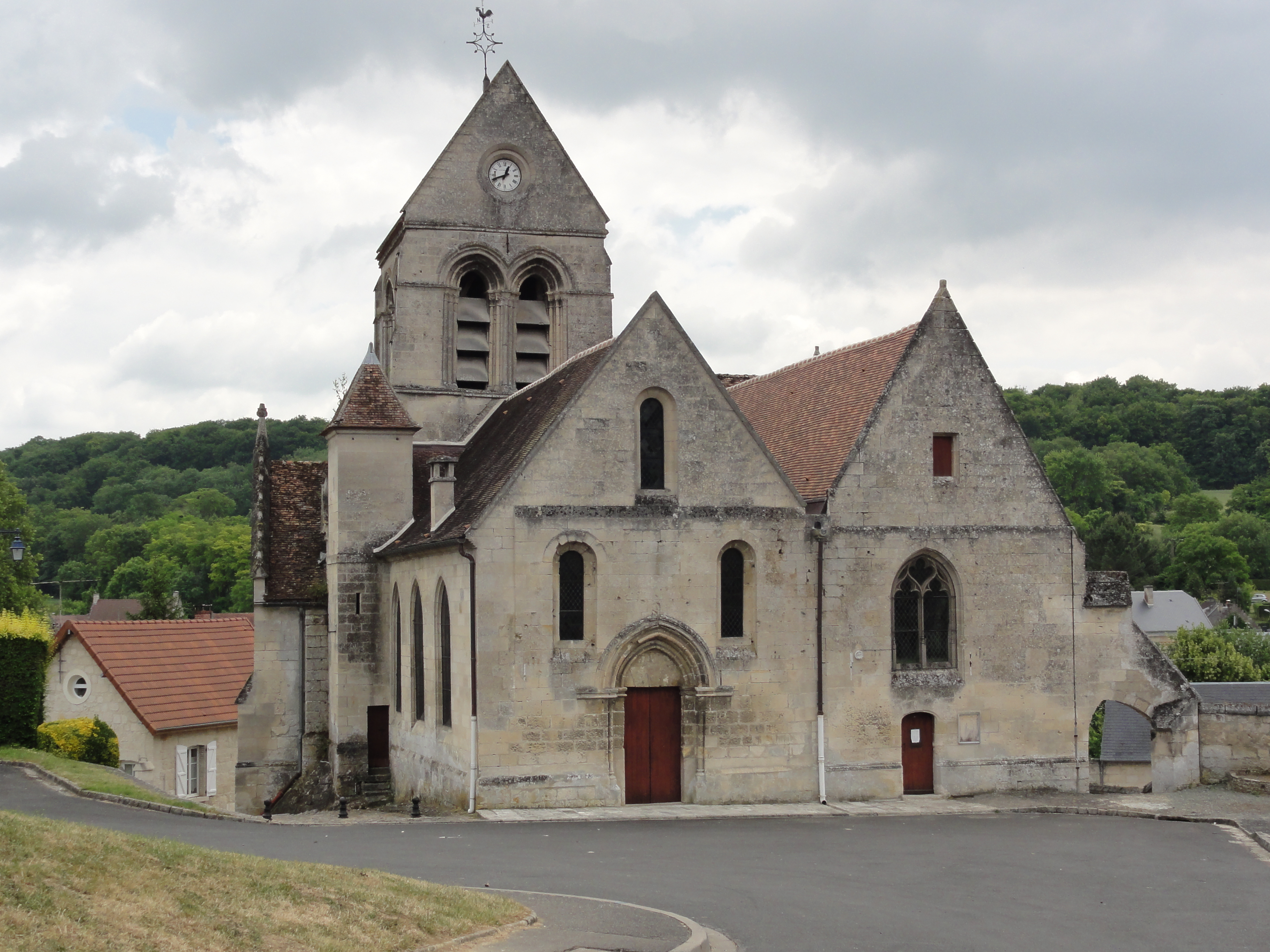
Kirche Saints-Médard-et-Saint-Gildard
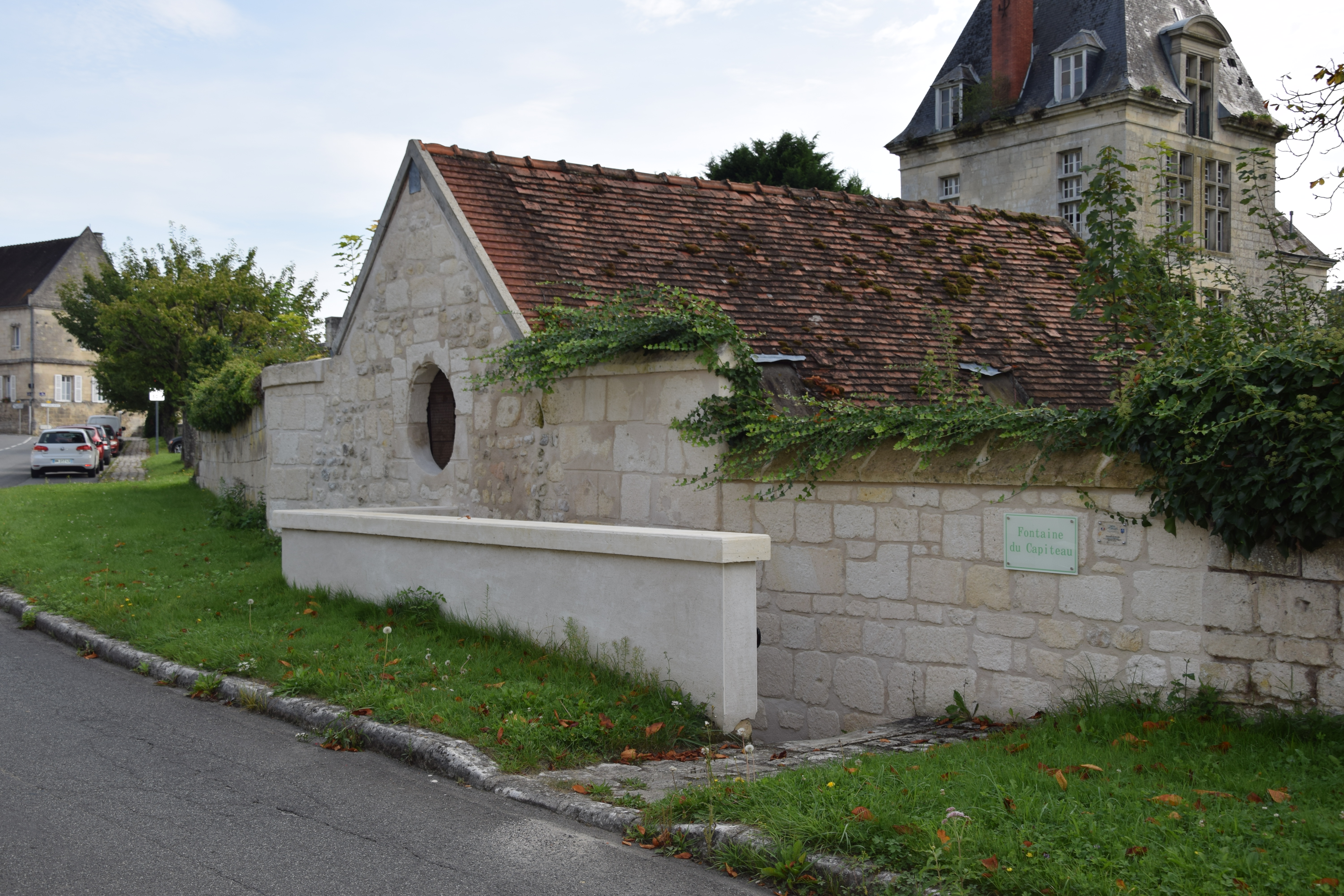
Ehemaliges öffentliches Waschhaus
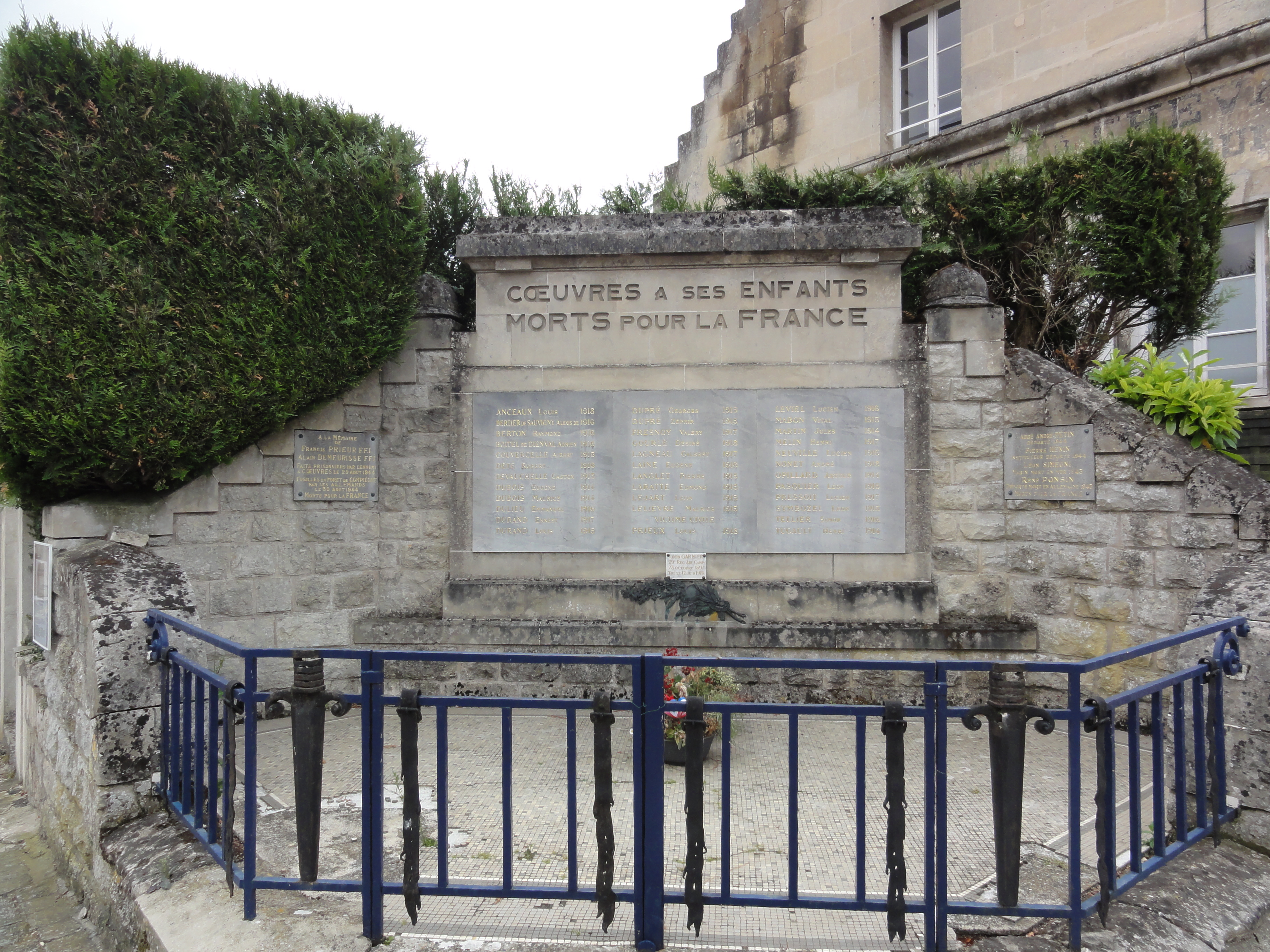
Gefallenendenkmal